# Gobernación de Tomsk
La gobernación de Tomsk (en ruso: Томская губерния) era una división administrativa del Imperio ruso y de la R.S.F.S. de Rusia, ubicada en Siberia occidental con capital en la ciudad de Tomsk. Creada en 1804, la gobernación existió hasta 1925.

## Geografía

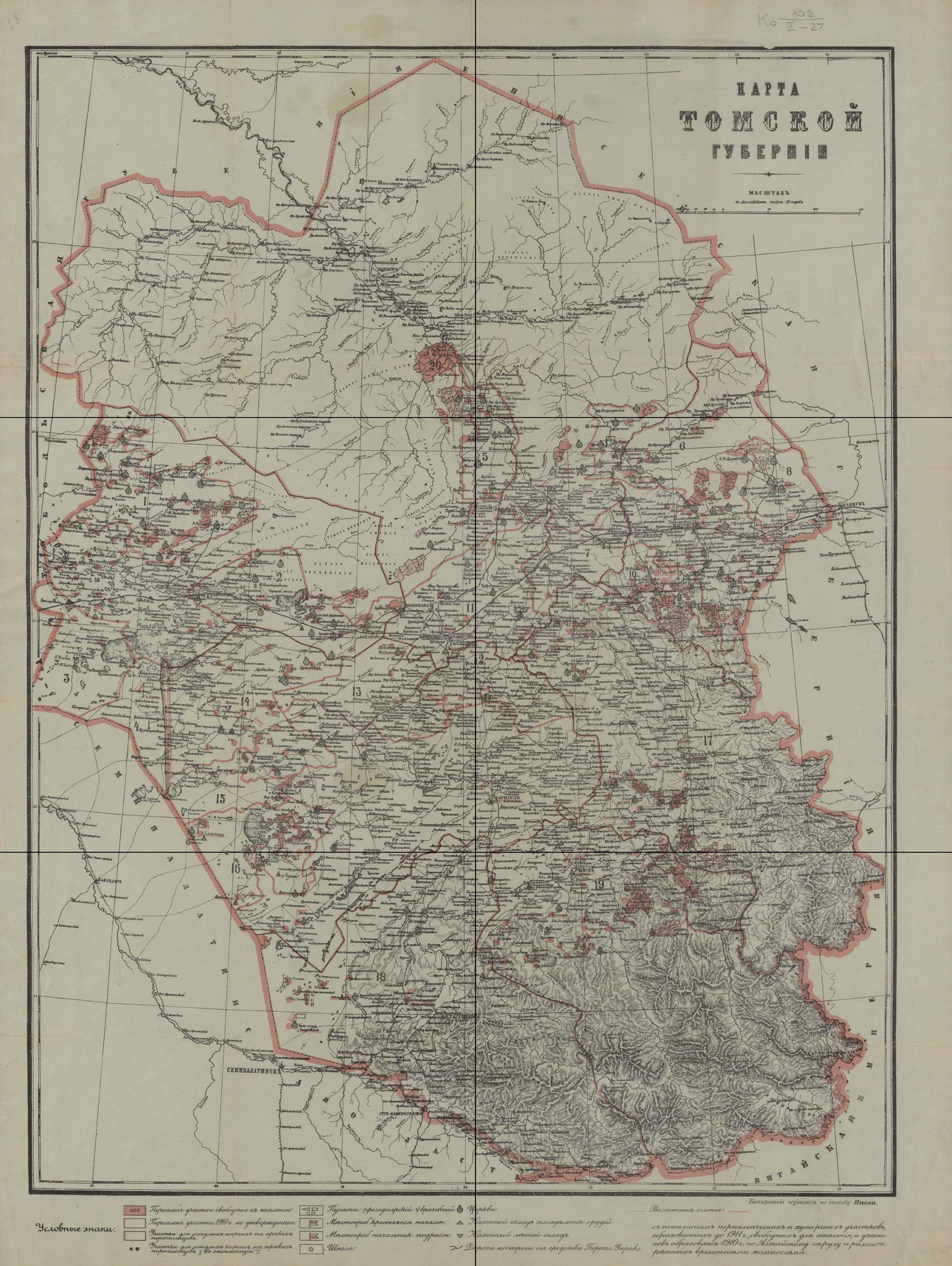
Gobernación de Tomsk.

La gobernación de Tomsk limitaba con las de Yeniseisk, China, la óblast de Semipalatinsk y la gobernación de Tobolsk.
El territorio de la gobernación de Tomsk se encuentra hoy en día repartido en las óblasts de Tomsk, Novosibirsk, Kémerovo y el krai de Altái.

## Subdivisiones administrativas
Al principio del siglo XX la gobernación de Tomsk estaba dividida en siete uyezds: Barnaúl, Bisk, Zmeinogorsk, Kainsk, Kuznetsk, Mariinsk y Tomsk.

## Población
En 1897 la población del gobierno era de 1 927 679 habitantes, de los cuales  86,0 % eran rusos, 5,2 % eran ucranianos, 4,9 % eran tártaros y altais y 1,3 % eran kazajos.